# Classification sportive unifiée de l'Union soviétique

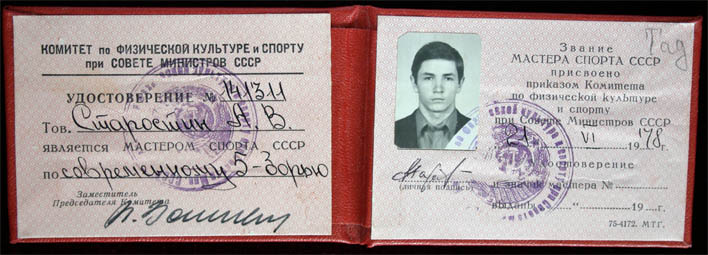
Certificat du titre « Maître des sports », délivré en 1978 à Anatoli Starostine.

La classification sportive unifiée de l'Union soviétique est un système d'attribution de grades et de titres en fonction des résultats obtenus par les sportifs. Créée en 1935 sur la base des classifications existantes dans certains sports, elle vise à promouvoir le développement des sports de masse en URSS, à renforcer la santé et à améliorer les performances des sportifs soviétiques .

## Histoire
En URSS, les titres sportifs et grades sportifs sont attribués conformément à la Classification sportive unifiée de toute l'Union soviétique, qui établit la liste des titres sportifs et grades ainsi que les conditions de leur attribution. Ces titres et grades sont octroyés par le Comité de la culture physique et des sports auprès du Conseil des ministres.
La différence entre un « titre » et un « grade » réside dans le fait que le titre est attribué à vie, tandis que les grades doivent être régulièrement reconfirmés .
La première version de la classification est élaborée en 1935 sur la base des classifications sportives existantes dans divers sports et évolue constamment pour inclure de nouvelles disciplines. À partir de 1949, la classification est approuvée pour des périodes de quatre ans. Dans la dernière version de la classification soviétique (1989), les titres sportifs suivants figurent :
- Maître des sports de l'URSS ;
- Maître des sports de l'URSS de classe internationale (institué en 1965) ;
- Grand maître de l'URSS (échecs et dames).

En outre, par une résolution du Comité exécutif central de l'URSS du 27 mai 1934, le titre sportif « Maître des sports émérite », ultérieurement « Maître des sports émérite de l'URSS », est introduit.

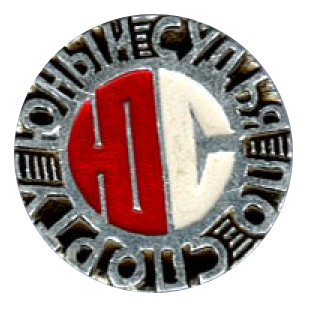
Badge "Jeune arbitre sportif", années 1980, URSS

Certaines distinctions telles que Entraîneur émérite de l'URSS (1956), arbitre honorifique (1972), et arbitre de catégorie nationale (1934) sont parfois considérées comme titres sportifs.
Dans les années 1960e siècle, le titre de Maître des sports honorifique de l'URSS est attribué pour avoir respecté annuellement les normes du Maître des sports de l'URSS pendant 5 ans .
Le plus haut grade sportif est celui de Candidat au maître des sports de l'URSS (CMS). Le plus bas grade sportif est le IIIe grade dans les principaux sports. Dans certains cas, des « grades pour jeunes » sont introduits pour les personnes de moins de 18 ans : Ie et IIe grades pour jeunes. Aux échecs, les grades pour jeunes n'existent pas.
Le Ie grade sportif est attribué aux sportifs respectant les normes fixées et exerçant une activité publique dans des collectifs de culture physique. Les IIe et IIIe grades sont attribués aux sportifs respectant les normes fixées pour ces grades et réussissant les tests des niveaux Ie ou IIe du complexe GTO .
Les grades sportifs pour jeunes (Ie et IIe) sont attribués aux sportifs âgés de 15 à 18 ans respectant les normes fixées et réussissant les tests des complexes BGTO ou GTO correspondant à leur âge .
Face aux succès aux échecs en URSS, les IVe et Ve grades pour les échecs sont introduits. Le dernier est ensuite annulé. Pour obtenir le IVe grade (et auparavant le Ve), il suffit de réunir un groupe de débutants d'au moins 11 personnes et de marquer la moitié des points dans un tournoi en système suisse.
Dans les républiques soviétiques, un système de titres sportifs similaire à celui de l'URSS est en vigueur. Après la dissolution du pays, des titres de ce type sont institués dans de nombreux États nouvellement formés.

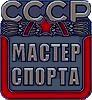
Insigne Maître des sports de l'URSS
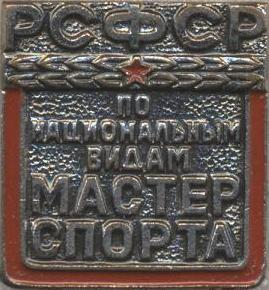
Insigne Maître des sports dans les sports nationaux de la RSFSR
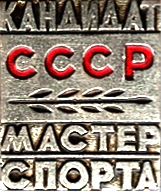
Insigne Candidat au maître des sports de l'URSS